# Intel 815

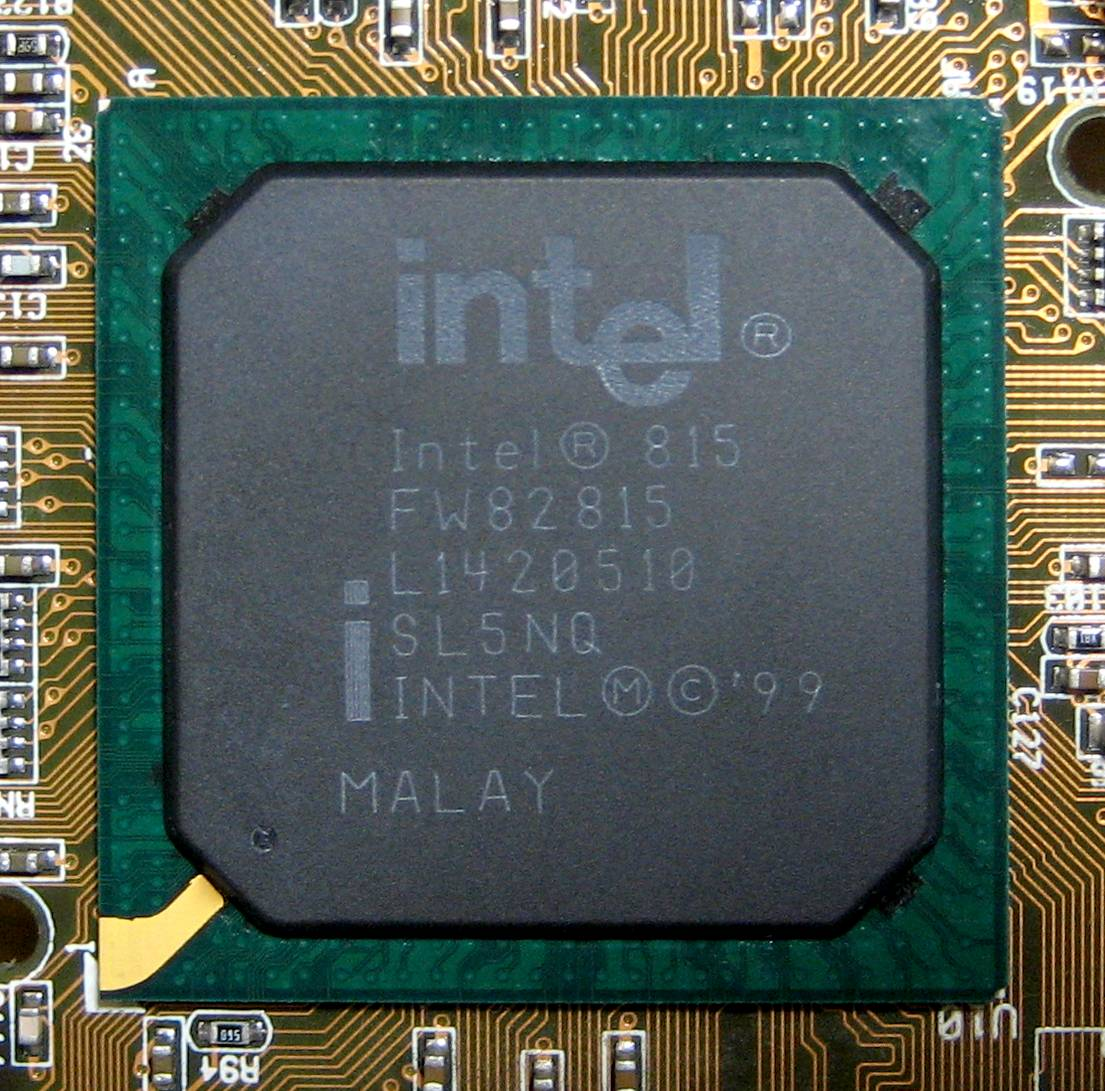
Intel 82815 (GMCH)

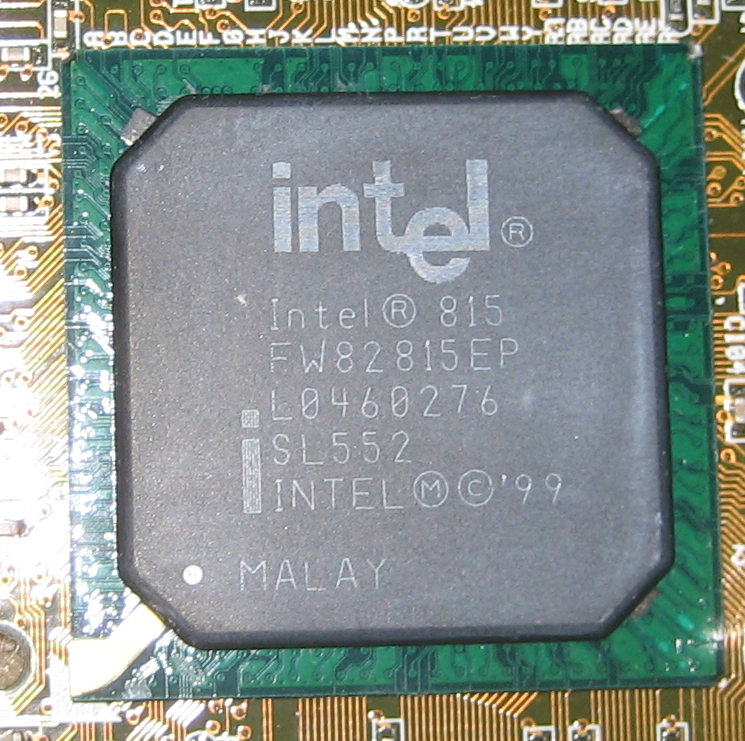
Intel 82815EP (MCH)

Intel 815 (i815) は、ローエンドからパフォーマンスPC向けとして2000年8月にインテル社が発表・発売したインテル チップセットの製品およびそのファミリ名である。

## 概要

### 背景
当時のインテルはPC100 SDRAMの次世代PC用メモリとしてIntel 820をもってRDRAMの普及を推進していたが、その活動は実質的に頓挫した状態にあり、市場では安価かつ最新鋭の133MHz FSBにマッチングするPC133 SDRAMを推進するVIA Technologiesが躍進しつつあった。
このためインテルは一時的にIntel 820によるRDRAM普及計画を停止し、市場の声に応えるべくローエンド向けチップセットとして成功していたIntel 810をベースとしてパフォーマンスPC向けに開発されたのがIntel 815である。
この開発経緯により、Intel 815は同じくパフォーマンスPC向けとして開発されたIntel 820より、ローエンド向けであるIntel 810との共通点が多く、Intel 815とIntel 810をまとめてIntel 81x系という呼び方もされた。

### 構成・特徴
ベースとなったIntel 810同様にハブ・アーキテクチャ (Hub Architecture) による2チップ構成を採り、ノースブリッジに相当するGMCH (Graphics Memory Controller Hub) としてIntel 82815を、サウスブリッジに相当するICH (I/O Controller Hub) にはICHとICH2の2種類が準備され、ICH2を採用した上位モデルはIntel 815Eと命名された。これらは帯域幅266MB/sのハブ・リンク (Hub Link) で接続されている。また、管理機能としてIntel 820で採用されたアラート オン LANを引き続き採用しているものの、プロセッサ シリアル ナンバーのプライバシー問題によりランダム・ナンバ・ジェネレータは省略されている。
特徴としてはPC133 SDRAMとAGP2.0準拠の外部AGPスロットをサポートしたことである。これにより、安価なPC133 SDRAMを使用してハイパフォーマンスPCの構築が可能となった。

### 位置づけ
インテルはIntel 815をあくまでIntel 810をベースとしたIntel 810とIntel 820の中間の製品であると位置づけていた。このため、SMPの非サポートやメモリ容量が最大でも512MBと前世代のIntel 440BX（最大1GB）と比較しても半分しか搭載できないなど、従来のパフォーマンスPC向けチップセットと比較すると貧弱な点が弱点として指摘されていた。例外的に、2000年10月にEpoxが、DualCPUに対応したマザーボードを結果的に発売することがなかったものの、参考展示しており、2001年に815E/PEでデュアルCPUに対応した製品がAcorpから、発表されている。ただし、これらはIntel非公式の実装であり、2013年現在での最新チップセットドライバでは無効になるようになっている。
それにも関わらずIntel 815自体は広く普及したため、市場のニーズに合わせグラフィック機能を削減したIntel 815P、外部AGPを削減したIntel 815G、モバイル向けに低消費電力化とSpeedStepへの対応を行ったIntel 815EMなどのバリエーションモデルも開発され市場に投入された。
Intel 815シリーズはCPUインターフェースにAGTL+を採用していたCoppermineコアのPentium IIIおよびCeleronとの組合わせが想定されていたが、後に登場したTualatinコアでは互換性の無いAGTLに変更されたため、Intel 815シリーズもステッピング変更によりAGTLへの対応が行われている。AGTLに対応したモデルはB0ステッピングと呼称され、一部ではIntel 815E-Bのような表記もされた。

### Intel 810との相違点
Intel 815の発表後、一部では「Intel 810＋外部AGP＝Intel 815である」という言い方がされる場合もあった。しかし実際にはIntel 815ファミリの中でもIntel 815Gでは外部AGPをサポートしておらず、正確な理解とは言えない。これはIntel 815の発表当初はIntel 815Gは存在しなかったことに加え、チップセットを強く意識する自作PC市場においては外部AGPが重視されIntel 815Gがほぼ普及しなかったため、「Intel 815ファミリ＝外部AGP付き」という誤った固定認識がされたことによる。
Intel 815とIntel 810の明確な相違点はむしろPC133 SDRAMサポートの有無であり、この一点以外は非常に似た製品となっている。

## GMCH
GMCHであるIntel 82815はAGP2.0準拠のAGP 4xスロットをサポートする他、IGTコアを統合し2D/3Dグラフィックス機能を搭載している。これらは同時使用は出来ない仕様であり、外部AGP使用時には統合グラフィックス機能が自動的に無効になる。
当初発表されたi815は外部AGPと統合グラフィックスの両方をサポートしていたが、市場のニーズにこたえる形で統合グラフィックスを省略し外部AGP使用に特化したIntel 815P、逆に外部AGPを省略し統合グラフィックスでの使用に特化したIntel 815Gがそれぞれ廉価版として登場している。
メインメモリとして512MBまでのPC100または133のSDRAMをサポートする。ただしPC100使用時には6バンクまで使用可能であるが、PC133使用時には4バンクまでに制限される。

### 統合グラフィック機能
Intel 815/815Gに統合されるグラフィックス機能は内部的にAGP2x相当で接続されたIntel 752をベースとしたIntel Graphics Technology(IGT)コアであり、Intel 810で採用されているものと同等であるが、GPUコアクロックが引き上げられ133MHzとなっている。32bitレンダリングをサポートせず、2D/3D共に当時のビデオカードと比較して貧弱な性能ではあったが、DirectX 6世代のDirect3Dに対応し、MCによる動画再生支援にも対応するなど、当時のビジネス・ホームユーザーには十分な機能を有しており、メーカー製PCを中心に広く採用された。

#### AIMM

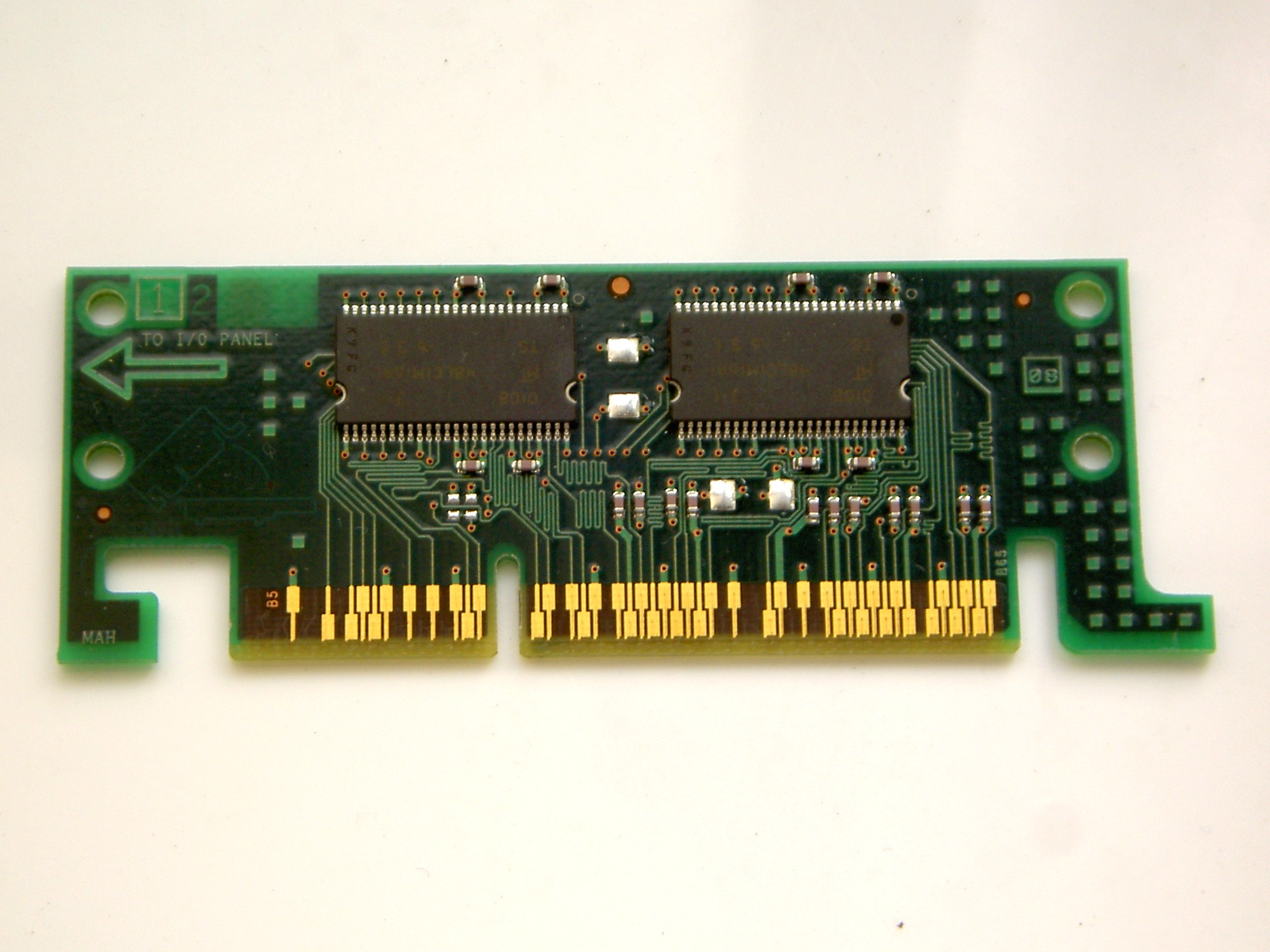
Intel 815用のAIMM (GPAカード)

Intel 815でのIGTコアはIntel 810と同様にフレームバッファとして専用のビデオメモリをサポートせず、メインメモリと共有するUMA (Unified Memory Architecture) を採用している。これは低価格化・省スペース化には有利であるが、性能的には不利であった。
この問題の解決策としてIntel 815はオプションとしてAGP In-Line Memory Module (AIMM) と呼称されるGraphics Performance Accelerator (GPA) カードをサポートしている。これはZバッファ専用の4MB SDRAMを搭載しAGPスロットに接続する拡張カードであり、メモリ負荷の高いZバッファを専用メモリに展開することでメインメモリの負荷軽減と3Dパフォーマンスの向上を図っている。先行するIntel 810ではオンボード接続でサポートされていたDisplay Cacheの外部AGP接続版に相当する。
ただしDisplayCache同様にあくまでZバッファ専用であるため、2D性能の向上には全く寄与しない。

### 省電力機能
モバイル版のIntel 815EMではIntel Speed Step Technologyをサポートしている。
これはシステムがACアダプタ駆動かバッテリー駆動かを判断し、バッテリー駆動時にはプロセッサの動作周波数を下げることで、バッテリー駆動時間の延長を図る機能である。

## ICH
Intel 815に接続されるICHとしては、ICH2 (Intel 82801AB) またはICH (Intel 82801AA) が準備された。このうち、ICH2を採用したモデルが上位であり、ICH2を採用したモデルには型番にEが付与されている (Intel 815E, Intel 815EP, Intel 815EG)。いずれも従来のサウスブリッジ同様にATA・USBや各種レガシコントローラを搭載する他、AC'97対応のサウンドコントローラやネットワークの論理層も統合している。この為、コーデックチップ又は物理層チップを追加するだけで、安価にサウンド/ソフトウェアモデム機能・ネットワーク機能をオンボードで実現できるようになった。これに伴いセットメーカーがオプションのバリエーションを採用しやすくするため、ICH2ではCNRスロットがサポートされている（ICHではAMRスロットがサポートされている）。

## 評価と影響
Intel 815は開発発表当時からすでに目新しい技術は何一つ無い製品だったが、ローエンドからパフォーマンスデスクトップまでを幅広くカバーする製品となり大きな成功を収めた。
これはIntel 815の搭載していた機能が当時のユーザーのニーズに合致しており、かつIntel 815発表前のインテルにはそれを満たす製品が無かったからである。
不足な点も指摘されていたもののIntel 815は概ねIntel 440BXの後継製品として市場に認められた。本来パフォーマンスPC向けとして期待されていたIntel 820はIntel 815の登場で過去の存在となり、ローエンド向けとして成功を収めていたIntel 810さえも後にはIntel 815Gにその立場を譲った。
インテルは当初、Intel 815の後継としてTualatinコアに対応したIntel 830チップセットの投入を予定していたが、NetBurstマイクロアーキテクチャを採用したPentium 4シリーズの普及を前倒しする狙いからデスクトップ向けのIntel 830はキャンセルされた。しかし初期のNetBurstマイクロアーキテクチャ対応チップセットではエントリーPC向けの需要を満たすことが出来ず、旧式ながら使い勝手の良いIntel 815は2002年のIntel 845Gの登場に至るまでインテル主力チップセットの座に留まることになる。
反面、SMPの非サポートや最大メモリ容量の乏しさといった弱点によりあくまでデスクトップPC向けに留まり、Intel 440BXやIntel 820のようなエントリーサーバやワークステーション向けとしては普及しなかった。このため、これら市場ではVIA technologiesのAppolo Pro 266などの製品が普及していくことになった。
Intel 810発表前のグラフィックス統合チップセットは完全にローエンド向けの位置付けであったが、Intel 810およびIntel 815でパフォーマンスデスクトップ向けとしての需要も見出されたことで、以後のチップセットではパフォーマンスPC向けチップセットでも統合グラフィック機能＋ディスクリートビデオカードに対応した製品が一般化していくことになった。
SMP非対応など従来のパフォーマンスPC向けチップセットより1ランク下の機能でありながら、統合グラフィックス機能と外部AGPの柔軟な構成が可能なIntel 815の成功は、以後のチップセットの基本モデルとなったと言える。

## ラインナップ
| 製品名 | 対応FSB       | 対応メモリ | メモリ容量 | 外部AGP | 内部グラフィック | ICH    | ATA    | USB     | PCI | SMP    |
| ------ | ------------- | ---------- | ---------- | ------- | ---------------- | ------ | ------ | ------- | --- | ------ |
| 815    | 66/100/133MHz | PC100/133  | 512MB      | 有      | 有               | ICH    | ATA66  | 2ポート | 6   | 非対応 |
| 815E   | 66/100/133MHz | PC100/133  | 512MB      | 有      | 有               | ICH2   | ATA100 | 4ポート | 6   | 非対応 |
| 815P   | 66/100/133MHz | PC100/133  | 512MB      | 有      | 無               | ICH    | ATA66  | 2ポート | 6   | 非対応 |
| 815EP  | 66/100/133MHz | PC100/133  | 512MB      | 有      | 無               | ICH2   | ATA100 | 4ポート | 6   | 非対応 |
| 815G   | 66/100/133MHz | PC100/133  | 512MB      | 無      | 有               | ICH    | ATA66  | 2ポート | 6   | 非対応 |
| 815EG  | 66/100/133MHz | PC100/133  | 512MB      | 無      | 有               | ICH2   | ATA100 | 4ポート | 6   | 非対応 |
| 815EM  | 66/100MHz     | PC100/133  | 512MB      | 有      | 有               | ICH2-M | ATA100 | 4ポート | -   | 非対応 |

- 加えて、これらモデル全てにAGTLに対応したB0ステッピングが存在する。